# جوناثان خواريجوي
جوناثان خواريجوي (بالإسبانية: Jonathan Jáuregui)‏ هو لاعب كرة قدم مكسيكي في مركز الهجوم، ولد في 27 أكتوبر 1986 في غوادالاخارا في المكسيك. لعب مع نادي أوروبا.